# Radio in Frankrijk

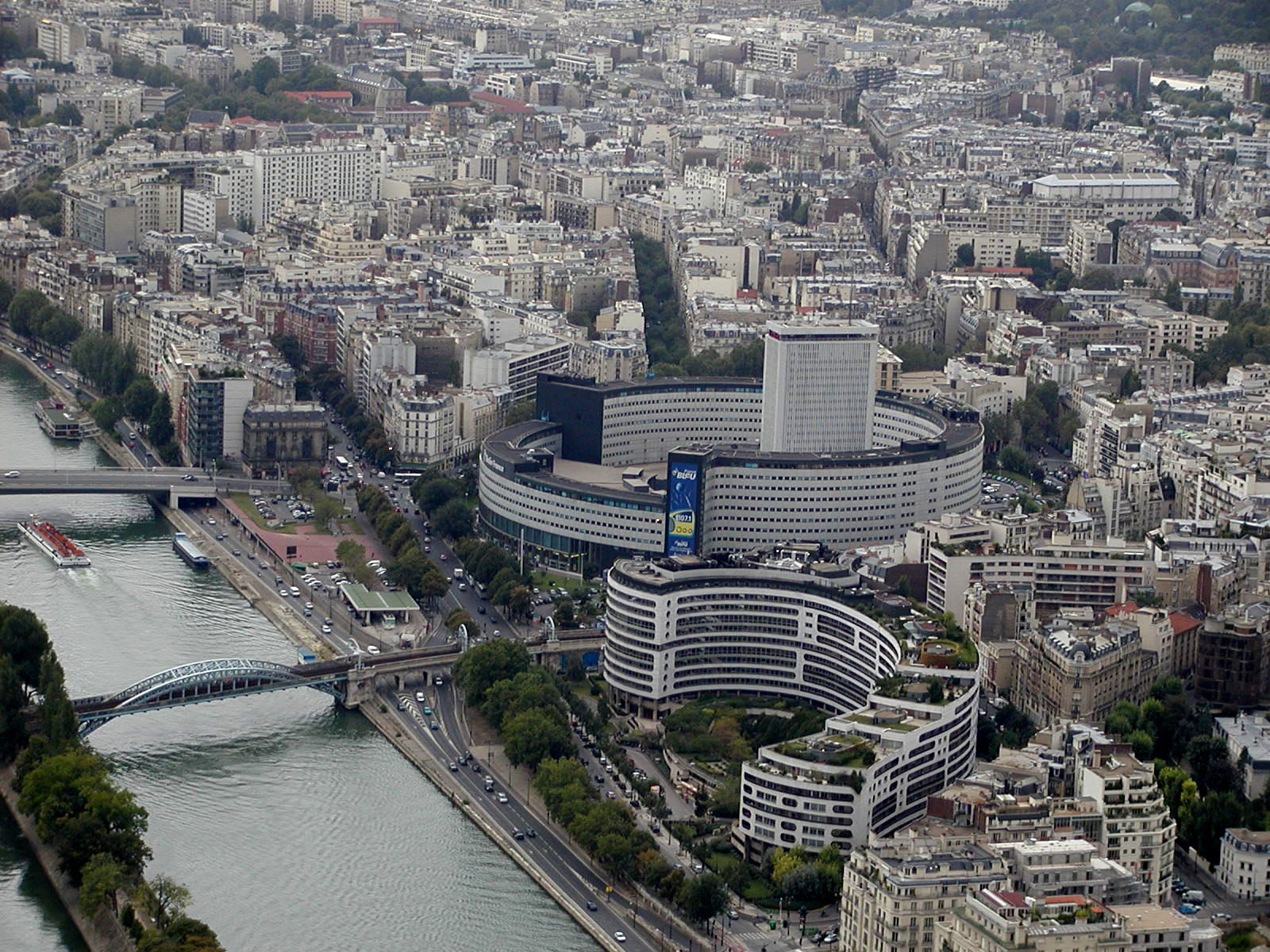
Maison de la radio aan de Seine in Parijs

Radio in Frankrijk ontwikkelde zich pas in het interbellum, ondanks eerdere pogingen radiozenders op te zetten. Na de Tweede Wereldoorlog tot 1981 gold er in het land een staatsmonopolie op radio.

## Geschiedenis

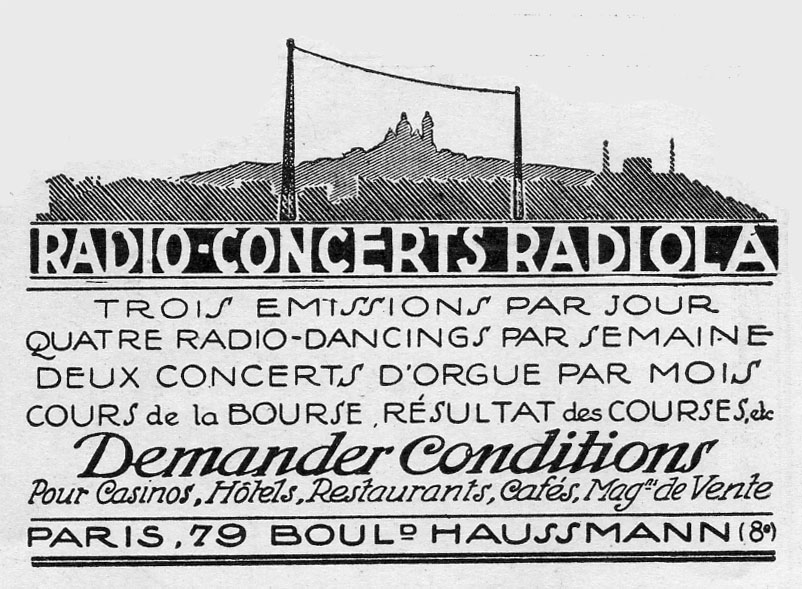
Reclame voor Radiola, de eerste Franse radio-omroep

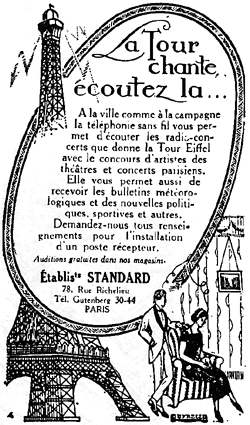
Radio Tour Eiffel

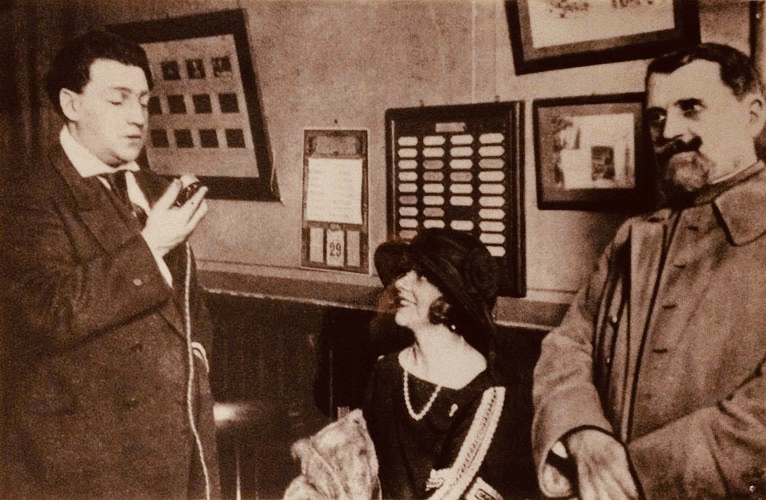
Sacha Guitry met zijn tweede echtgenote Yvonne Printemps en generaal Ferrié

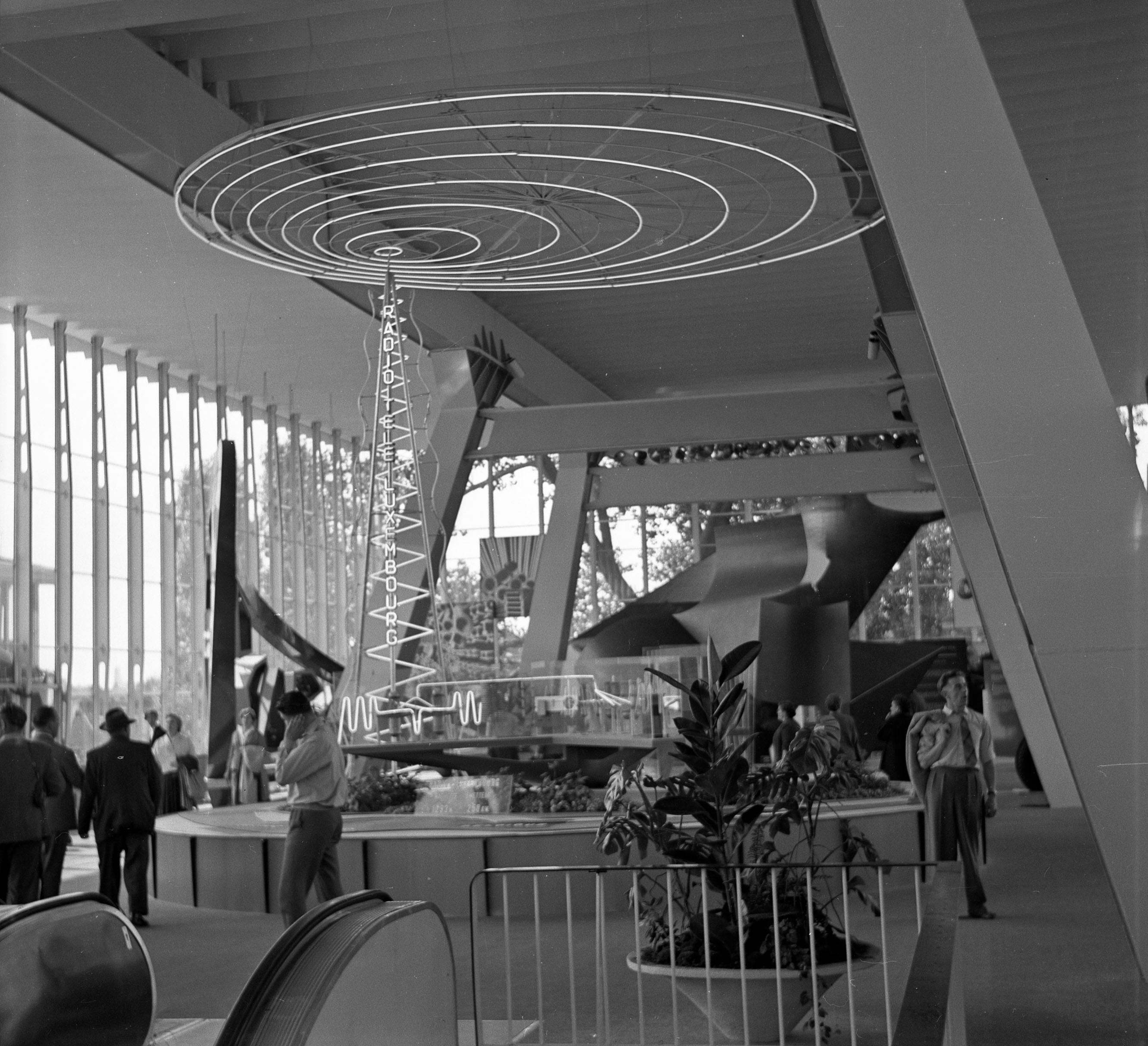
Radio Luxembourg in het paviljoen van Luxemburg op de wereldtentoonstelling van 1958

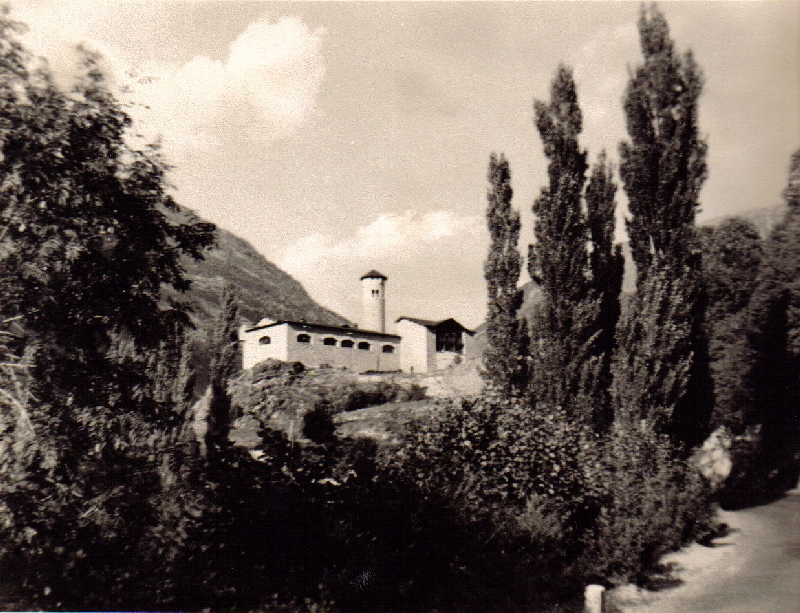
Het zendstation van Radio Andorra in 1961

Op 5 november 1898 werd de eerste verbinding door middel van radiogolven in Frankrijk tot stand gebracht door Eugène Ducretet, tussen de Eiffeltoren en het Panthéon. Het gebruik van radio ontwikkelde zich vanaf dat moment vooral voor militaire doeleinden. Ook gebruikte de Franse PTT radiosignalen voor het verzenden van telegrammen.

### Eerste radiostations
Door de Eerste Wereldoorlog werd het gebruik van radio stevig aan banden gelegd. Na die oorlog koos de overheid echter niet voor een staatsmonopolie op radio: er werd een staatssysteem opgezet terwijl daarnaast commerciële ontwikkeling ook toe was gestaan. In 1921 werd vanaf de Eiffeltoren de eerste op het algemene publiek gerichte radio-uitzending verzonden, en in 1922 werd het eerste commerciële radiostation opgericht: Radiola. Vanaf dat moment braken er gouden jaren aan in de ontwikkeling van radio in Frankrijk. Radio-omroepen schoten als paddenstoelen uit de grond. Aan dit tijdperk kwam abrupt een einde met het uitbreken van de Tweede Wereldoorlog.
Tijdens de oorlog stopten veel zenders met uitzenden en andere zenders besloten mee te werken met de bezetter of het Vichy regime. In 1943 richtten de Duitsers Radio Monte-Carlo (RMC) op; de Vrije Fransen zonden vanuit Londen Radio Londres uit.

### Staatsmonopolie
Na de Tweede Wereldoorlog werd er wel besloten tot het invoeren van een staatsmonopolie. In 1947 begon de publieke zender 'Paris Inter' uit te zenden. Vanaf 1949 viel deze zender onder het staatsbedrijf Radiodiffusion-télévision française ('RTF').
Om het staatsmonopolie te omzeilen, zond een aantal stations uit vanuit het buitenland, de zogenaamde radio périphérique. Radio Luxembourg en Radio Andorra bestonden al voor de oorlog en ook RMC hervatte de uitzending, uiteraard met een andere programmering dan tijdens de oorlog. Verder werden in 1955 werd Europe 1 en in 1958 Sud Radio opgericht. Deze hadden hun zendinstallaties in respectievelijk het Saarland en Andorra.
Europe 1 betekende een enorme vernieuwing voor de Franse radio: het station was voornamelijk op jongeren gericht en de andere zenders werden op die manier gedwongen zich te vernieuwen. France I, opvolger van Paris Inter, veranderde in 1963 in France Inter en Radio Luxembourg werd RTL in 1966. Deze naamsveranderingen gingen gepaard met een daadwerkelijke vernieuwing van de stations.
In 1963 werden trouwens alle zenders van RTF aan de tijd aangepast en het bedrijf zelf werd omgevormd tot de ORTF, dat het huidige hoofdkwartier, maison de la radio aan de Seine in Parijs, betrok in 1964. Tien jaar later, in 1974, werd dat bedrijf weer ontmanteld, en de radiozenders vielen toe aan het staatsbedrijf Radio France.
Door het handhaven van het staatsmonopolie ontwikkelden zich in de jaren zeventig piratenzenders, die in één keer allemaal legaal werden met het afschaffen van het staatsmonopolie door François Mitterrand. Wel werd er een instelling opgericht die de toewijzing van radiofrequenties moest organiseren en bovendien toezicht moest houden op de onafhankelijkheid van de staatsomroepen. Deze instelling heet anno 2014 de Conseil Supérieur de l'Audiovisuel (CSA).

### Vrije markt
In de jaren tachtig ontstonden er vervolgens vele commerciële radiostations en ook wisten de radios périphériques zich te handhaven (behalve Radio Andorra dat in 1981 moest sluiten op last van de Andorrese overheid). Ook werden er vele gemeenschapsradio's opgericht, in feite voortzettingen van de meeste radiopiraten.
De laatste decennia werden vooral gekenmerkt door het samenklonteren van de commerciële zenders in grote conglomeraten.

## Omroepcategorieën
Er bestaat in Frankrijk een publieke omroep en daarnaast een groot aantal commerciële zenders. Deze laatste worden door de CSA ingedeeld in 5 categorieën.
- Categorie A: gemeenschapsradios.
- Categorie B: onafhankelijke commerciële lokale of regionale radiostations die niet aangesloten zijn bij een landelijk netwerk.
- Categorie C: commerciële lokale of regionale radiostations die programma's van een landelijk netwerk uitzenden, en meestal aangesloten zijn bij zo'n netwerk.
- Categorie D: commerciële landelijke themakanalen zonder regionale component. Onder themakanaal wordt bijvoorbeeld een muziekzender, een businesszender e.d. verstaan.
- Categorie E: algemene commerciële landelijke zenders. Deze categorie bestaat in de praktijk uit de zenders die tijdens het staatsmonopolie een radio périphérique waren - RTL, RMC, Europe 1 en Sud Radio (deze laatste zender zendt steeds meer uit buiten de eigen regio, het zuidwesten, en is te beluisteren in Parijs en Marseille en valt tegenwoordig in deze categorie).

Meer dan duizend zenders delen de Franse ether. Zendlicenties worden door de CSA aan deze zenders uitgegeven voor 5 jaar en zijn tweemaal hernieuwbaar voordat een nieuwe aanvraag moet worden ingediend. Ze moeten met de CSA een overeenkomst sluiten, met onder andere de inhoud van hun programmering, de reclames en het aandeel Franstalige muziek dat te beluisteren is.